# Савиновщина
Савиновщина — деревня в Выскатском сельском поселении Сланцевского района Ленинградской области.

## История
Деревня Савиновщина упоминается на карте Санкт-Петербургской губернии Ф. Ф. Шуберта 1834 года.

САВИНОВЩИНА — деревня принадлежит полковнику Александру Сычевскому, число жителей по ревизии: 66 м. п., 69 ж. п. (1838 год)

Как деревня Савиновшина она отмечена на карте профессора С. С. Куторги 1852 года.

САВИНОВЩИНА — деревня наследников Харламовых, по просёлочной дороге, число дворов — 15, число душ — 65 м. п. (1856 год)

САВИНОВЩИНА — деревня владельческая при речке Дымокорке, число дворов — 18, число жителей: 62 м. п., 57 ж. п.; Часовня православная. (1862 год) 

Сборник Центрального статистического комитета описывал её так:

САВИНОВЩИНА — деревня бывшая владельческая при речке Дымокорке, дворов — 26, жителей — 184; часовня, лавка. (1885 год)

В XIX — начале XX века деревня административно относилась к Выскатской волости 1-го земского участка 1-го стана Гдовского уезда Санкт-Петербургской губернии.
Согласно Памятной книжке Санкт-Петербургской губернии 1905 года деревня входила в Савиновщинское сельское общество.

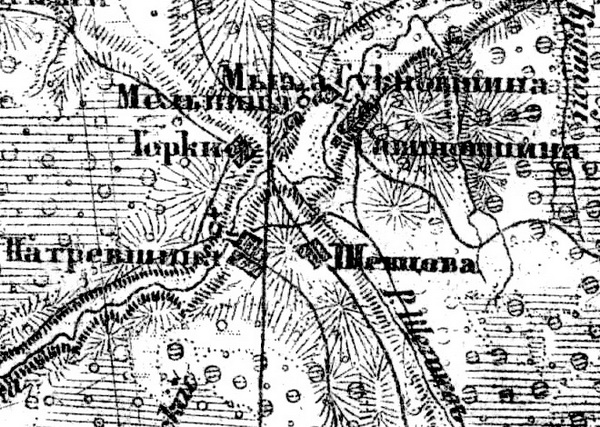
Деревня Савиновщина на карте 1919 года

С 1917 по 1927 год деревня входила в состав Патреевского сельсовета Выскатской волости Гдовского уезда.
С августа 1927 года, в составе Рудненского района.
С 1928 года, в составе Савиновщинского сельсовета.
По данным 1933 года деревня Савиновщина являлась административным центром Савиновщинского сельсовета Рудненского района, в который входил 21 населённый пункт, деревни: Большая Гаянщина, Воронино I, Воронино II, Горка, Ждовны, Заберезье, Заовражье, Кислино, Кушела, Луг, Малая Гаянщина, Малышева Гора, Мельница, Мельничище, Пантелейкова, Первицы, Петриева Гора, Савиновщина, Суконщина, Ухово, Шевцово, общей численностью населения 1750 человек. С августа 1933 года, в составе Гдовского района.
По данным 1936 года в состав Савиновщинского сельсовета Гдовского района входили 14 населённых пунктов, 326 хозяйств и 12 колхозов.
С января 1941 года, в составе Сланцевского района.
С 1 августа 1941 года по 31 января 1944 года, германская оккупация.
С 1954 года, в составе Попковогорского сельсовета.
С 1963 года, в составе Кингисеппского района.
По состоянию на 1 августа 1965 года деревня Савиновщина входила в состав Выскатского сельсовета Кингисеппского района. С ноября 1965 года, в составе Выскатского сельсовета Сланцевского района.
По данным 1973 года деревня Савиновщина входила в состав Попковогорского сельсовета Сланцевского района.
По данным 1990 года деревня Савиновщина входила в состав Выскатского сельсовета.
В 1997 году в деревне Савиновщина Выскатской волости проживали 53 человека, в 2002 году — 51 человек (русские — 96 %).
В 2007 году в деревне Савиновщина Выскатского СП проживали 55, в 2010 году — 59, в 2011 году — 52, в 2012 году — 58, в 2013 году — 53, в 2014 году — 61 человек.

## География
Деревня расположена в центральной части района на автодороге 41К-783 (Попкова Гора — Казино) в месте примыкания к ней автодороги 41К-804 (Патреева Гора — Савиновщина).
Расстояние до административного центра поселения — 12 км.
Расстояние до ближайшей железнодорожной платформы Сланцы — 20 км.
Через деревню протекает река Дымакарка.

## Демография
| 1862 | 2007 | 2010 | 2017 |
| ---- | ---- | ---- | ---- |
| 119  | ↘55  | ↗59  | ↘51  |

## Инфраструктура
На 2014 год в деревне было зарегистрировано 23 домохозяйства.